# Terény
Terény est un village et une commune du comitat de Nógrád en Hongrie.
Terény se situe à 20 km au sud-est de Balassagyarmat dans la vallée du ruisseau Szanda.

## Histoire
Habitat créé pendant l'ère de la dynastie Árpád, Terény est premièrement mentionné dans un document de l'an 1274 comme Teryan. En 1279, mentionné comme Terian, en 1333 comme Teryan, nommé à partir d'un des tribus magyares, Tarján. En 1274, le village de Terény est sous la possession de Bulchard comes, fils de Kelianus comes, d'origine du clan Kökényes-Radnót. Au Moyen Age, Terény est systématiquement mentionné sous le nom de "Vásáros-Terjén" (Terjén qui tient une foire).
À partir du début du XVIIIe siècle, le village devient la propriété des comtes Zichy, de la famille Baloghy, des comtes Balassa, plus tard des princes Esterházy, finalement au début des années 1900, les comtes Zichy ensemble avec la comtesse Erzsébet Károlyi seront les plus grands propriétaires, cette dernière étant propriétaire de l'ancienne maison Lázár.
Son église catholique est connue depuis le Moyen Age, elle était plusieurs fois transformée au cours de son histoire. Une de ses deux cloches porte l'inscription latine "1497 refusa 1696. O rex gloriae veni cum pace", l'autre "Vocem Tuam Audivi Domine et Tinni 1758".
Le village de Terény a connu une grande épidémie de choléra en 1873.
En 1910, parmi ses 843 habitants, 820 étaient d'origine magyar, 18 slovaque, selon les pratiques religieuses, 428 en étaient catholiques, 409 luthériens, 6 israélites.
En 2001, 77 % de la population s'est déclaré magyar, 21 % slovaque, 1 % rom, 1 % allemand.

## Culture
Terény offre un nombre considérable d'activités culturelles qui témoignent des traditions palóc.
- Groupe de chant traditionnel "Kalácska"